# Věžnice (Havlíčkův Brod-i járás)
Věžnice település Csehországban, a Havlíčkův Brod-i járásban. Věžnice Brzkov, Štoky, Šlapanov, Polná és Kamenná településekkel határos. Lakosainak száma 450 fő (2024. január 1.).

## Népesség
A település lakosságának változását az alábbi diagram mutatja:
| Lakosok száma | 566  | 551  | 595  | 414  | 421  | 402  | 409  | 418  | 430  | 450  |
|               | 1869 | 1890 | 1921 | 1950 | 1980 | 2001 | 2017 | 2019 | 2022 | 2024 |